# نظام كلية لون ستار
نظام كلية لون ستار (بالإنجليزية: Lone Star College System)‏، هو نظام كلية مجتمع في الولايات المتحدة الأمريكية لمدة عامين.

## وصلات خارجية
- نظام كلية لون ستار (بالعربية)
- نظام كلية لون ستار (بالإنجليزية)